# 西澳洲州立图书馆
西澳洲州立图书馆 是一个集研究、参考于一体的公共图书馆。图书馆位于珀斯市中心. 该图书馆是由西澳大利亚图书馆管理局管理的。
国家图书馆拥有特别负责收集和保留西澳大利亚的纪录片遗产。 该J.S.Battye库保存有西澳大利亚的历史，一部分的图书馆专门用于西澳大利亚纳优.

## 画廊

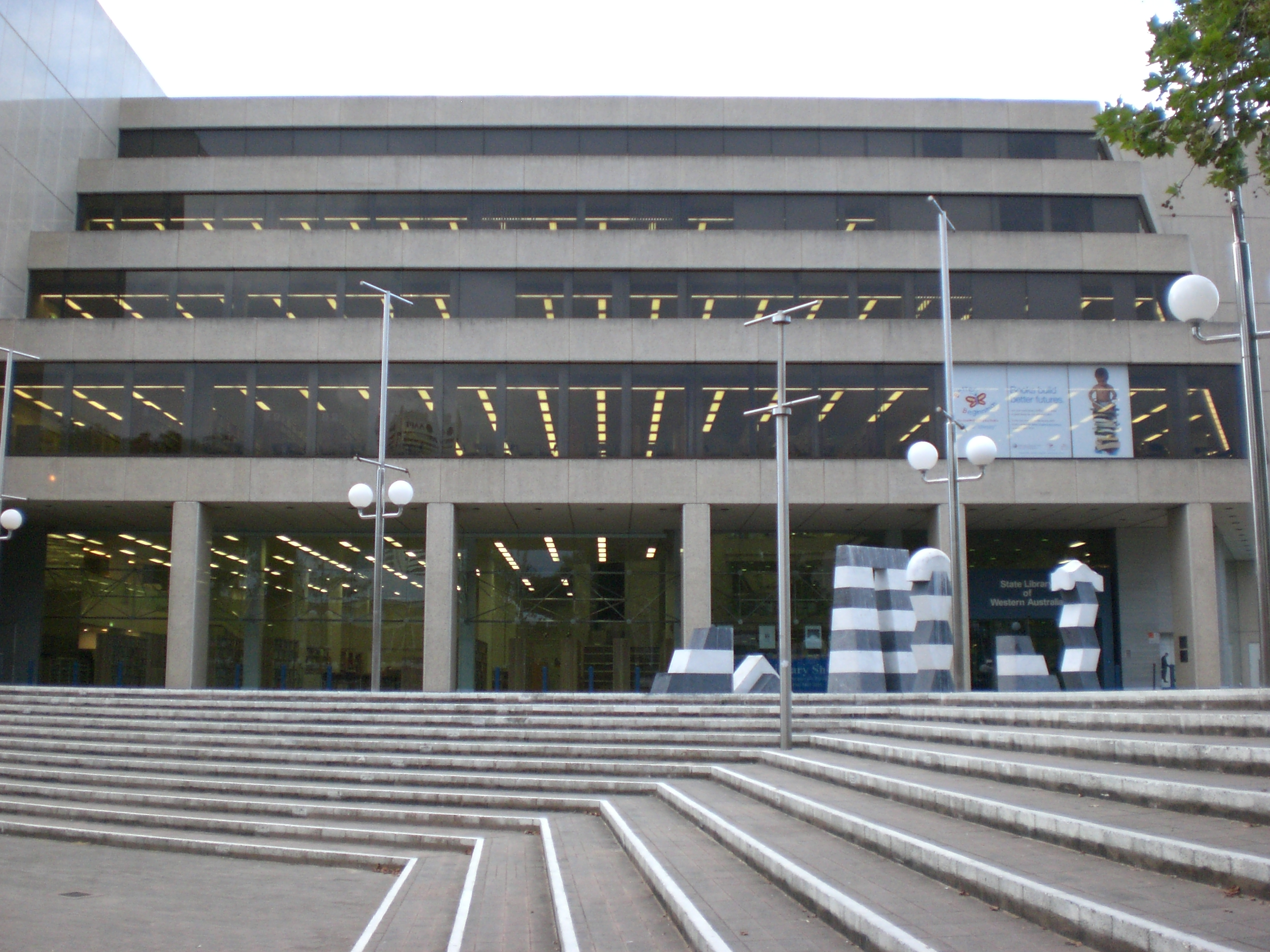
西澳洲州立图书馆亚历山大图书馆大楼
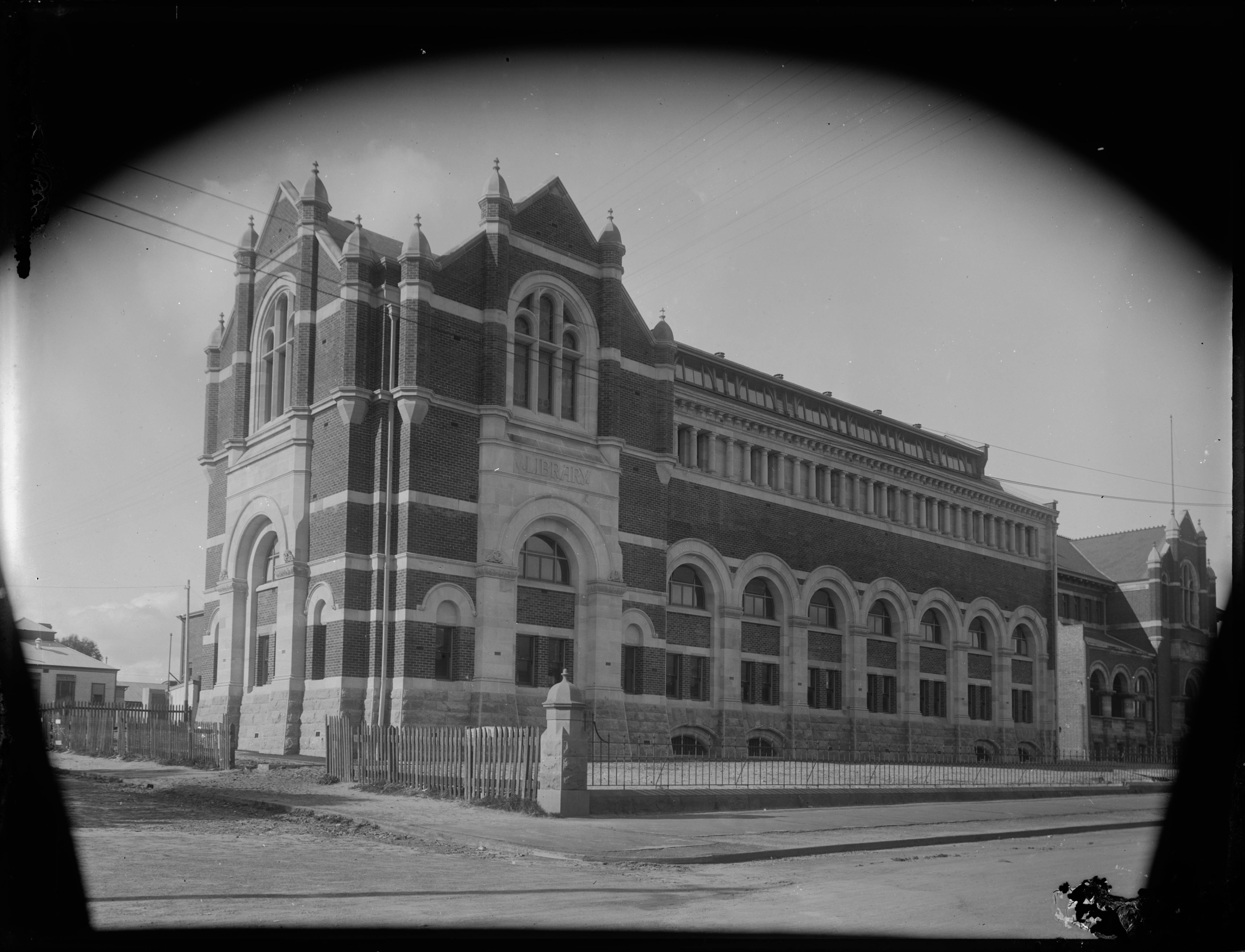
西澳洲州立图书馆，哈克特大厅（1913年）
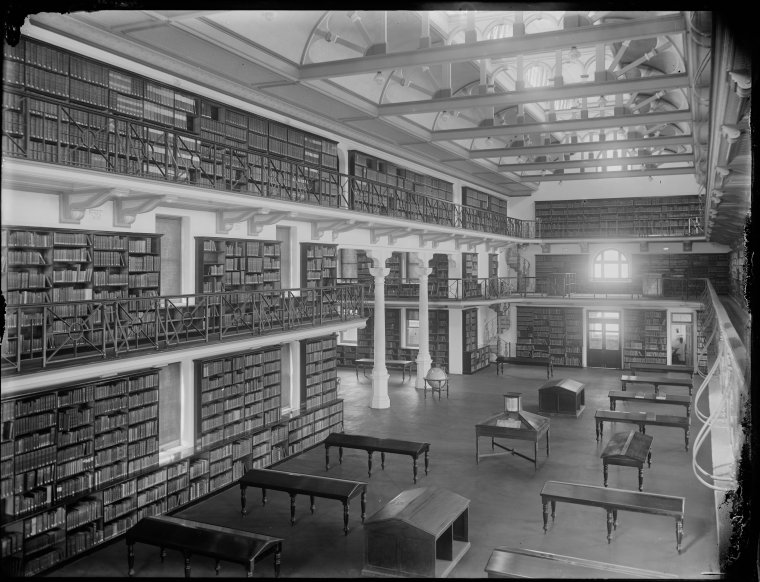
西澳洲州立图书馆内部 （1913年）
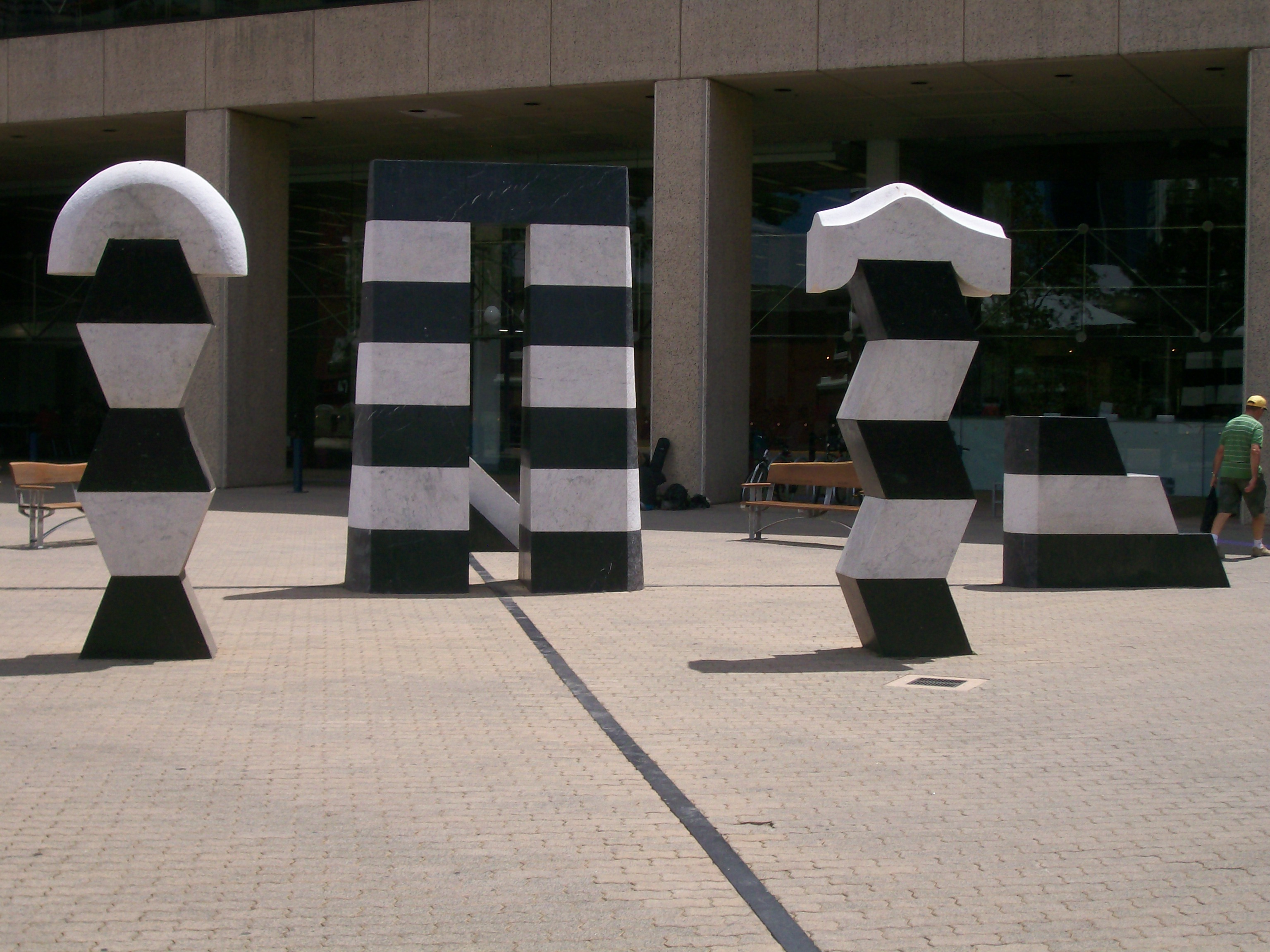
"关2:合并"的雕塑的Akio Makigawa，外SLWA
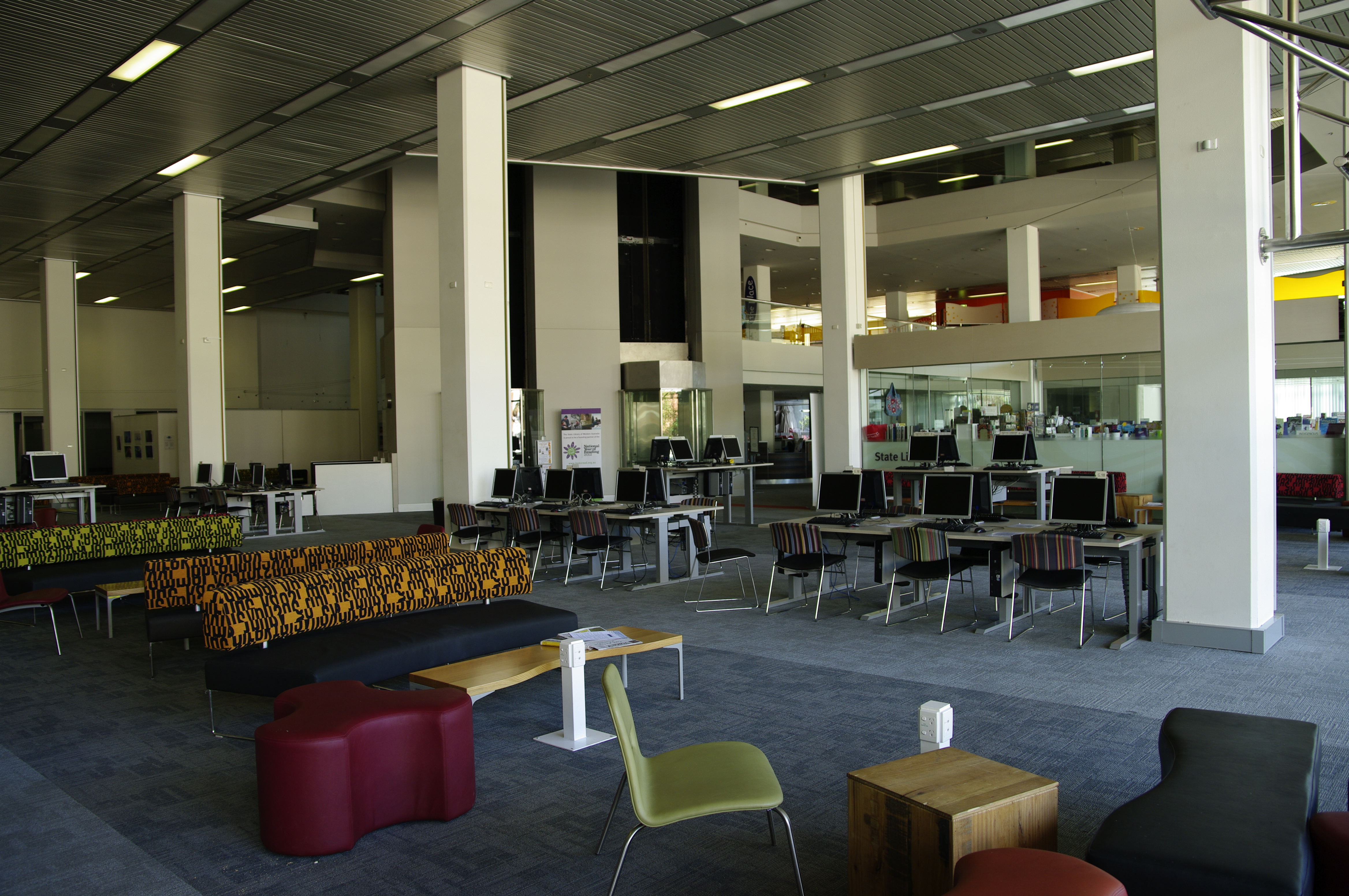
西澳洲州立图书馆一楼
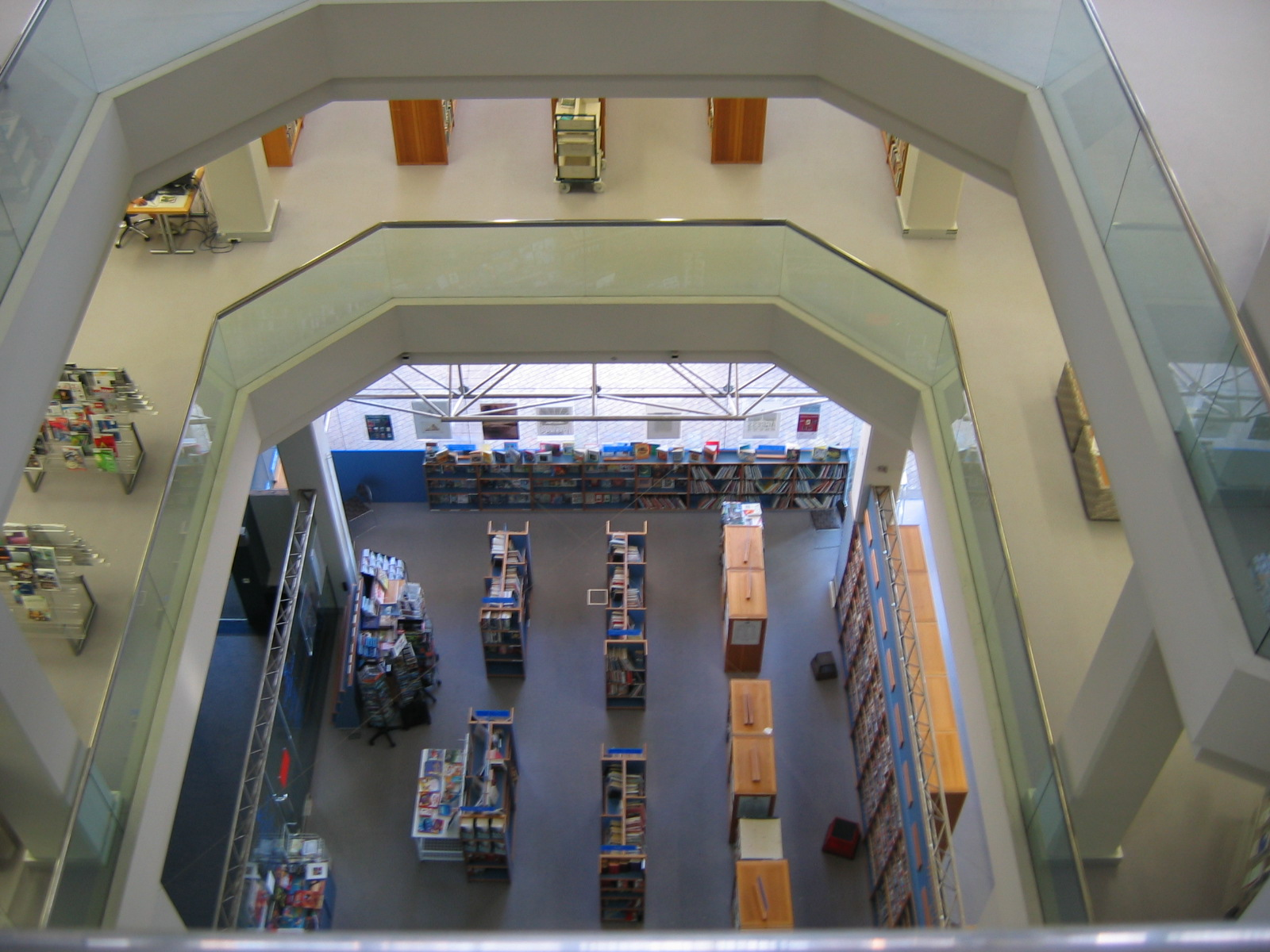
西澳洲州立图书馆内部
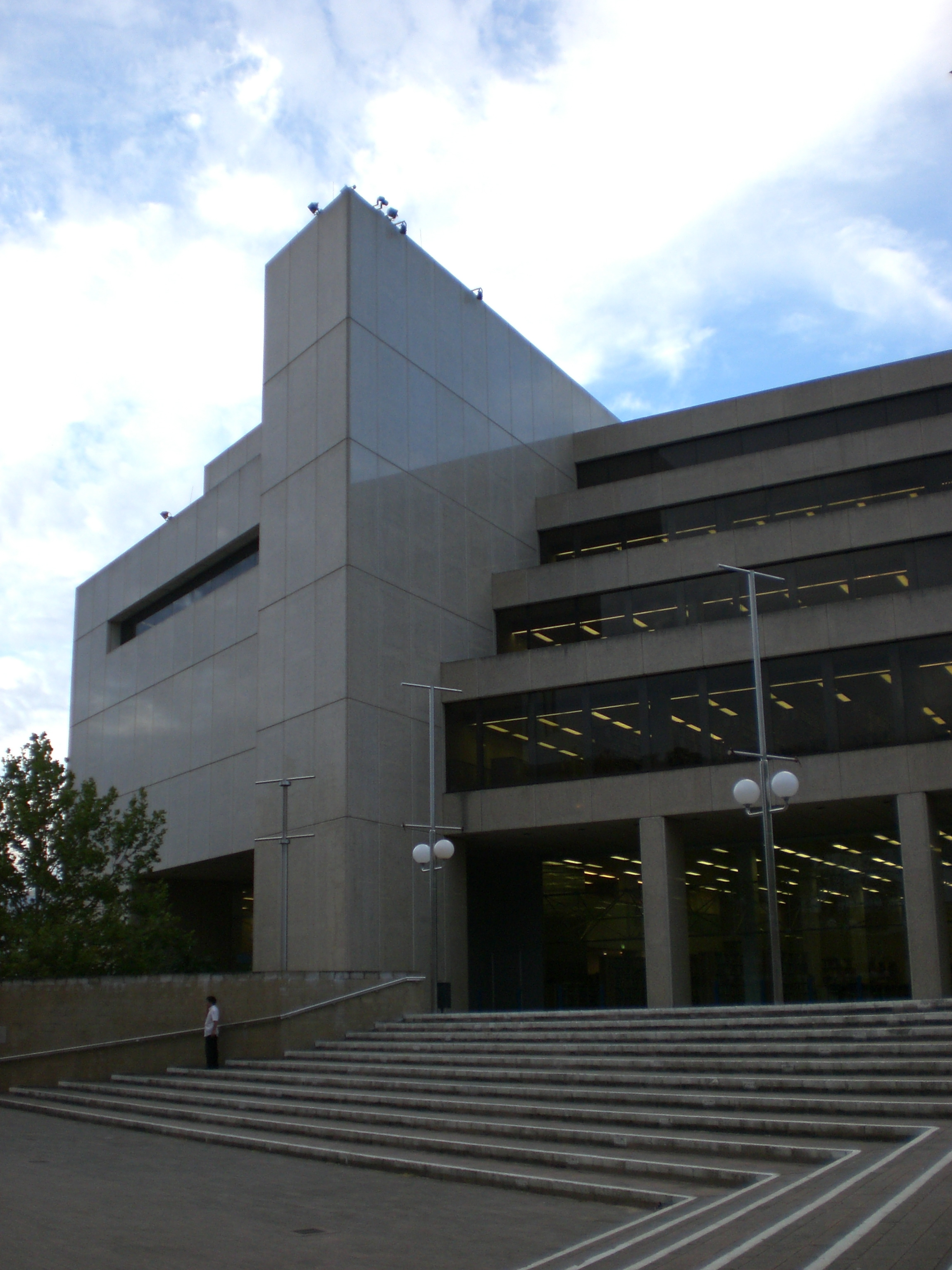

 维基共享资源上的相關多媒體資源：西澳洲州立图书馆